# Zeeman (cráter lunar)

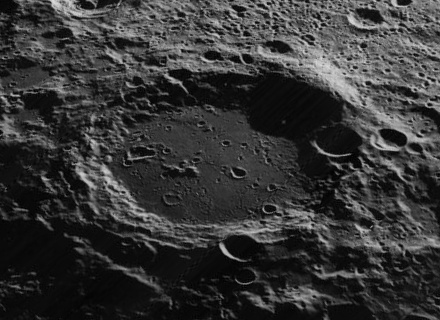
Imagen oblicua de la misión Lunar Orbiter 5, mirando al oeste

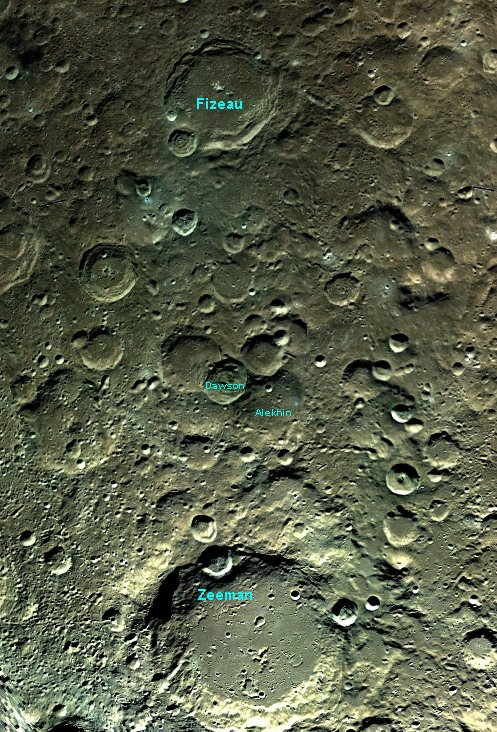
Entorno de Zeeman (en la zona inferior de la imagen)

Zeeman es un cráter de impacto ubicado en el extremo más alejado de la Luna, cerca del polo sur del satélite. No es directamente visible desde la Tierra. Al noroeste de Zeeman se encuentra el cráter Numerov, y al sureste del brocal se halla el cráter Ashbrook.
|  |

El borde exterior de Zeeman está erosionado de forma algo irregular, con una considerable variación en el ancho de los taludes interiores. El cráter Zeeman Y yace sobre la pared norte, llegando casi hasta alcanzar el suelo interior, relativamente plano. En el borde occidental aparece un pequeño cráter que se une a una grieta que discurre hacia el interior de Zeeman. La superficie interior está marcada por muchos pequeños cráteres e impactos desgastados que han erosionado el cráter. Presenta una baja elevación central, desplazada hacia el sudeste del punto medio interior.

## Cráteres satélite
Por convención estos elementos son identificados en los mapas lunares poniendo la letra en el lado del punto medio del cráter que está más cercano a Zeeman.
|        | \| Zeeman \| Coordenadas \| Diámetro \| \| ------ \| -------------------------------- \| -------- \| \| E \| 74°12′S 123°54′O / -74.2, -123.9 \| 29 km \| \| G \| 74°18′S 107°24′O / -74.3, -107.4 \| 45 km \| \| U \| 73°48′S 148°12′O / -73.8, -148.2 \| 26 km \| \| X \| 71°30′S 138°06′O / -71.5, -138.1 \| 26 km \| \| Y \| 72°48′S 137°36′O / -72.8, -137.6 \| 33 km \| |          |
| Zeeman | Coordenadas | Diámetro |
| E      | 74°12′S 123°54′O / -74.2, -123.9 | 29 km    |
| G      | 74°18′S 107°24′O / -74.3, -107.4 | 45 km    |
| U      | 73°48′S 148°12′O / -73.8, -148.2 | 26 km    |
| X      | 71°30′S 138°06′O / -71.5, -138.1 | 26 km    |
| Y      | 72°48′S 137°36′O / -72.8, -137.6 | 33 km    |